# Andreas Lamey
Andreas Lamey (1726-1802) fue un historiador y escritor de Alemania.
Estudió bajo Schöplin de quien después llegó a ser su coadjutor. Con el visitó los archivos y bibliotecas de Alsacia, para reunir materiales para la historia de aquella provincia en la Edad Media (cita sacada de la obra del Reverendo Hugh James  Rose (1795-1838) «A new general biographical dictionary», London, 1848)

## Biografía
Lamey fue un historiador nacido en Münster, Alta Alsacia, fue alumno del erudito y laborioso del profesor de elocuencia e historiador en Estrasburgo, nacido en Sulzburg, pequeña villa del margraviato Baden-Durlach, Johann Daniel Schöpflin (1694-1771), quien estudió en Durlach, Bale y Estrasburgo la lengua griega, lengua latina, elocuencia, antigüedades e historia, quien comenzó su carrera de escritor con un panegírico latino de Germánico impreso en 1717, y también dejó escritas otras obras como una recopilación de disertaciones eruditas, otra en la que asegura que los caracteres móviles de la imprenta surgieron en la ciudad de Estrasburgo en 1535 refutada su opinión por varios autores como el grabador Pierre Simon Fournier (1712-1768) autor de un tratado histórico y crítico sobre el origen y progresos de los caracteres de fundición u otra sobre los modelos de caracteres de impresión, una obra sobre la Alsacia ilustrada, céltica, romana, que por ella Luis XV de Francia le concedió una pensión de 2.000 libras, una obra en la que examina el origen de la lengua céltica refutada por el historiador y teólogo Simón Pelloutier (1694-1757) autor de una obra en 2 vols. sobre la historia de los celtas particularmente de los galos y germánicos, una obra en la que prueba que la Casa de Baden desciende de la Casa de Zähringen quien reinó sobre la Suiza, Memorias sobre el proyecto de Carlomagno de unir el Rin y el Danubio y cooperó en una nueva edición de la biblioteca histórica de la Francia del consejero del Parlamento de Borgoña Charles Marie Fevret de Fontette (1710-1772) quien aumentó su biblioteca con obras preciadas y formó una bella colección de grabados históricos y curiosidades de diferentes especies.
Lamey visitó los archivos y las bibliotecas de los monasterios de Alsacia, para extraer los documentos para difundir claridad sobre Alsacia en la Edad Media, y el elector Carlos Teodoro del Palatinado y Baviera jefe de la rama menor de la ilustre familia de la Casa de Wittelsbach cuyo castillo inmediato se hallaba en la ciudad de Aichach cerca de Augsburgo en Baviera levantado en 1100 por Otón IV del Sacro Imperio Romano Germánico, bajo la recomendación de su maestro Schöpflin le confía la vigilancia y control de la biblioteca palatina.
En 1763, Lamey fue designado secretario perpetuo de la academia nueva formada en Mannheim y más tarde recibió el título de consejero íntimo  del elector, y finalmente en 1774 viaja a Italia para revisar los depósitos literarios de Roma, Florencia y Venecia, y el resto de su vida compartió el estudio con el ejercicio de su  cargo hasta su fallecimiento en Mannheim el 17 de marzo de 1802, y como literato dejó escrita varias obras como Alsacia diplomática, un código de Alemania en 3 vols. en la que editó el tomo I el abad de Göttweih de la Baja Austria Magnus Klein (-1784) después de encontrar manuscritos en su abadía abandonando su trabajo cuando se enteró de que Lamey laboraba otra edición con un manuscrito de la biblioteca palatina copia de un original de la abadía de Lorsch o Lauresheim con un prefacio firmemente curioso que muestra la utilidad de esta obra para la historia de Francia, una obra sobre la historia antigua de la Casa de Ravensberg con tabla de genealogía y mapas, una obra con 26 disertaciones de la Academia de Mannheim publicando los 7 primeros volúmenes, una obra de lápidas de la Roma antigua, y otras.
El prestigioso historiador, arqueólogo, profesor del Liceo Louis-le-Grand y conservador de la biblioteca de la universidad de París, Philippe Le Bas (1794-1860), dice de Lamey en su obra «Etats de la Confederation Germanique», París, Firmin Didot, 1842, que es uno de los más doctos historiadores de Alsacia, colaborador de Schôpflin, durante su cargo para la familia Senckenberg, puso en orden una gran cantidad de documentos y de papeles que estaban en Darmstadt, y encontró el original de una pieza muy importante y cogió notas; mientras se luchaba en Bohemia y Silesia, Lamey releva a H. C. Senckenberg (1704-1768), donde el padre había estado consejero aúlico de Viena, que este documento importante se encontró, y que le valió a Lamey un largo exilio de su familia y país («Revue de Alsace», tomo II, 1835).

## Obras
- Diplomatische geschichte der alten grafen von Ravensberg, Mannheim, 1779.
- Histoire diplomatique des ancien comtes de Rovensberg, Mannheim, 1779, in-4º.
- Vom dem Usprunge.., 1779.
- Geschichte des Reinischen Franziens, Mannheim, 1778.
- Codex pincipis olim Laureshamiensis abbatiae iplomaticus,..., Mannheim, 1768-1776, 3 vols., in-4º.
- Alsatia Aevi Merovingici Caroliingici Saxocini Salici Suevici, Mannheim, 1775.
- Alsatia periodi regum et imperatorum..., Mannheim, 1775.
- Dissertations en <<Memories de l'academie de Mannheim>>, publicando los 7 primeros volúmenes de 1766 a 1794.
- Oratorio academica, Carolo Theodoro,.., 1766.
- Ad lapides quosdam romanos inventos ad Necarum dissertatio
- Pagi Lobodumensis, pagi Wormaciensis,et pagi Rhenesis,.....
- Princeps de Principatu Principatus de Principe laetus:.., 1765.
- Otras.